# 2011년 한국프로야구 골든글러브
2011년 한국 프로 야구 골든 글러브상 시상식은 2011년 12월 11일 서울 대치동 SETEC 제1 전시관에서 열렸다.
두산, LG, 넥센 등 서울팀은 수상자가 없었다. 두산은 후보 8명을 올리고도 소용이 없었다.

## 부문별 수상자
| 부문     | 이름                 | 소속                                     | 여타 후보 (소속팀)                                                            |
| -------- | -------------------- | ---------------------------------------- | ----------------------------------------------------------------------------- |
| 투수     | 윤석민               | KIA 타이거즈                             | 오승환 삼성 라이온즈 더스틴 니퍼트 두산 베어스 정우람 SK 와이번스             |
| 포수     | 강민호               | 롯데 자이언츠                            | 조인성 SK 와이번스 양의지 두산 베어스                                         |
| 지명타자 | 홍성흔               | 롯데 자이언츠                            | 김동주 두산 베어스 박용택 LG 트윈스                                           |
| 1루수    | 이대호               | 롯데 자이언츠                            | 박정권 SK 와이번스 최준석 두산 베어스                                         |
| 2루수    | 안치홍               | KIA 타이거즈                             | 오재원 두산 베어스 한상훈 한화 이글스                                         |
| 3루수    | 최정                 | SK 와이번스                              | 박석민 삼성 라이온즈 황재균 롯데 자이언츠 정성훈 LG 트윈스                    |
| 유격수   | 이대수               | 한화 이글스                              | 김상수 삼성 라이온즈 김선빈 KIA 타이거즈 강정호 넥센 히어로즈                 |
| 외야수   | 최형우 손아섭 이용규 | 삼성 라이온즈 롯데 자이언츠 KIA 타이거즈 | 전준우 롯데 자이언츠 강동우 한화 이글스 유한준 넥센 히어로즈 이병규 LG 트윈스 |

## 특별상 수상자
- 사랑의 골든 글러브 - 박용택 (LG)
- 페어플레이상 - 김선우 (두산)
- 골든포토상 - 전준우 (롯데)
- 공로상 - 류중일 (삼성)

## 같이 보기
- 대한민국의 프로 야구
- 한국 프로 야구 골든 글러브상